# Wanzenöd
Wanzenöd (früher auch Wanzenödt) ist ein Ort im Mostviertel in Niederösterreich wie auch Ortschaft und Katastralgemeinde in der Gemeinde Behamberg im Bezirk Amstetten. Die Ortschaft hat 715 Einwohner (Stand 1. Jänner 2024).

## Geographie
Der Ort befindet sich 30 Kilometer südwestlich von Amstetten, direkt östlich von Steyr, 2 Kilometer nordwestlich vom Ort Behamberg.
Die Rotte Wanzenöd liegt im voralpinen Hügelland zur Enns hin, im Tal des Pichlerbachs, einem kleinen Nebenbach der Erla zur Ybbs, auf um die 390 m ü. A. Höhe beiderseits der Haager Straße (B42). Der Ort hat etwa 50 Adressen.
Die Katastralgemeinde und Ortschaft Wanzenöd mit 726,4 Hektar zieht sich vom Pichlerbachtal bis an die Steyrer Stadtgrenze im Ennstal und an den unteren Ramingbach. Sie wird von der B43 und der Voralpen Straße (B122) durchzogen. Sie besteht aus den Streusiedlungen Wachtberg (mit dem Dorf Holz und der Rotte Wanzenöd), den Ortslagen Holz (mit dem Dorf Oedt und der Rotte Pühring), Heuberg ganz im Westen, den Streulagen Anetzberg, Knarzhub, sowie Blindhof schon in der Raming.
| Ramingdorf (O u. KG)                                             | Haidershofen (O u. KG, Gem. Haidershofen) Pühring | Tröstlberg (O, KG Tröstelberg, Gem. Haidershofen) Anetzberg |
| Heuberg Hinterberg (KG, ∗∗ O u. Std. Steyr, OÖ)                  | Kompassrose, die auf Nachbargemeinden zeigt       | Knarzhub                                                    |
| Kleinraming (O u. KG, Gem. St. Ulrich b.St., Bez. Steyr-Ld., OÖ) | Holz                                              | Penz (O u. KG) ∗                                            |

∗ .Die KG Penz zieht sich in den Nordosten bis bei Anetzberg
∗∗ Der Stadtteil heißt Münichholz

## Geschichte
Wanzenöd gehörte zur Herrschaft Steyr. Für 1292/98 sind schon 27 Häuser urkundlich.
Das namengebende Gehöft Wanzenöder ist schon im 19. Jahrhundert abgekommen. Der Ort findet sich um 1830 mit 12 Häusern und 73 Einwohnern genannt, die ganze heutige Ortschaft umfasste zu der Zeit 72 Häuser mit 402 Einwohnern.
Die Ortschaft findet sich erst seit dem Ortsverzeichnis 1923, vorher hieß die Ortschaft hier Holz.
Laut Adressbuch von Österreich waren im Jahr 1938 in Wanzenöd ein Binder, ein Gastwirt, ein Pferdehändler, ein Schmied, zwei Schneiderinnen, ein Schuster, ein Viktualienhändler und zahlreiche Landwirte ansässig.